# Энмешарр
Энме́ша́рра (с шумер. — «господин всех мэ») — в шумерской мифологии хтоническое божество, повелитель подземного царства, один из древнейших богов. В некоторых версиях — бог солнца, защитник посевов и плодов. Энмешарра и его супруга Нинмешарра считались предками Ана и Энлиля. У Энмешарра семеро детей («Семёрка»). Согласно существующему мнению, появление Энмешарры в шумерском пантеоне обусловлено стремлением обнаружить «общность концепции бесплотных безымянных богов, именуемых „Семёркой“».